# Senador Guiomard (kommun)
Senador Guiomard är en kommun i Brasilien.   Den ligger i delstaten Acre, i den västra delen av landet, 2 200 km väster om huvudstaden Brasília. Antalet invånare är 20 153.
Följande samhällen finns i Senador Guiomard:
- Senador Guiomard

Omgivningarna runt Senador Guiomard är huvudsakligen savann. Runt Senador Guiomard är det glesbefolkat, med 12 invånare per kvadratkilometer.